# Baffour Gyan
Pour les articles homonymes, voir Gyan.
Baffour Gyan est un footballeur international ghanéen né le 2 juillet 1980 à Accra. Il évolue au poste d'attaquant.
Baffour participe à la Coupe d'Afrique des nations 2008 avec le Ghana.
Son frère, Asamoah Gyan, joue également en équipe du Ghana.

## Carrière
- 1996 : Liberty Professionals ( Ghana)
- 1996-98 : PAE Kalamata ( Grèce)
- 1998-99 : Liberty Professionals ( Ghana)
- 1999-00 : Anagennisi Karditsa ( Grèce)
- 2000 : Liberty Professionals ( Ghana)
- 2000-01 : PAE Kalamata ( Grèce)
- 2000-04 : FC Slovan Liberec ( République tchèque)
- 2004-06 : Dynamo Moscou ( Russie)
- 2006-09 : Saturn Ramenskoïe ( Russie)
- 2009 : Lokomotiv Astana ( Kazakhstan)
- 2009- : Asante Kotoko Kumasi ( Ghana)

## Sélections
- 43 sélections et 18 buts en équipe du Ghana depuis 2001